# John Tait Robertson
John Tait "Jacky" Robertson (25 tháng 2 năm 1877 – 24 tháng 1 năm 1935) là một cầu thủ và huấn luyện viên bóng đá người Scotland thi đấu ở vị trí trung vệ. Ông có 16 lần khoác áo đội tuyển quốc gia, ghi ba bàn thắng.
Ông bắt đầu sự nghiệp tại Morton, Robertson chuyển tới Everton thuộc Football League của Anh năm 1895, và sau đó là Southampton năm 1898, cùng với họ vô địch Southern Football League trong mùa giải duy nhất tại đây. Sau đó ông trở lại quê thi đấu cho Rangers, nơi giành ba chức vô địch liên tiếp trong ba mùa giải đầu tiên. Robertson là cầu thủ được ký hợp đồng đầu tiên của Chelsea năm 1905, và thi đấu ở vị trí cầu thủ kiêm huấn luyện viên trong mùa giải đầu tiên của họ, ngoài ra ông còn là người ghi bàn thắng chính thức đầu tiên cho câu lạc bộ. Ông kết thúc sự nghiệp tại Glossop North End cũng với cương vị này.
Ông qua đời tại Wiltshire tháng 1 năm 1935.

## Danh hiệu
Southampton
- Southern League: 1898–99

Rangers
- Scottish First Division: 1899–1900, 1900–01, 1901–02